# Восточно-Сибирское море
Восто́чно-Сиби́рское мо́ре (якут. Илин Сибиирдээҕи байҕал) — окраинное море Северного Ледовитого океана, расположено между Новосибирскими островами и островом Врангеля. Площадь поверхности 944 600 км². Побережье административно относится к Якутии и к Чукотскому автономному округу.

## Этимология
Название присвоено по предложению Ю. М. Шокальского Русским географическим обществом, утверждено постановлением ЦИК СССР 27 июня 1935 года. До начала XX века море не имело определённого названия и именовалось Колымское или Индигирское по впадающим в него рекам, а также, в совокупности с другими смежными морями, Ледовитое, Северное, Сибирское.

## Физико-географическое положение
Проливами море соединяется с Чукотским морем и морем Лаптевых. Берега моря в западной и центральной части очень отлогие, к побережью примыкает Яно-Индигирская и Нижне-Колымская низменности. Термо-абразионные участки там чередуются с аккумулятивными, находящимися вблизи устьев примыкающих рек. Первые слабо изрезаны, обрывистый и оползневой уступ высотой до 10 м (на о. Новая Сибирь до 30 м) состоящий из многолетнемёрзлых пород, омывается мелководным морем. Местами к нему примыкают широкие полосы песчано-илистой осушки. На аккумулятивных участках побережье местами сильно изрезано песчаными косами и островками. В восточной части побережья, к востоку от устья Колымы, к берегу выходят отроги Чукотского нагорья, местами встречаются скалистые обрывы. Скалистые обрывы до 400 м высотой имеются на западном побережье о. Врангеля.

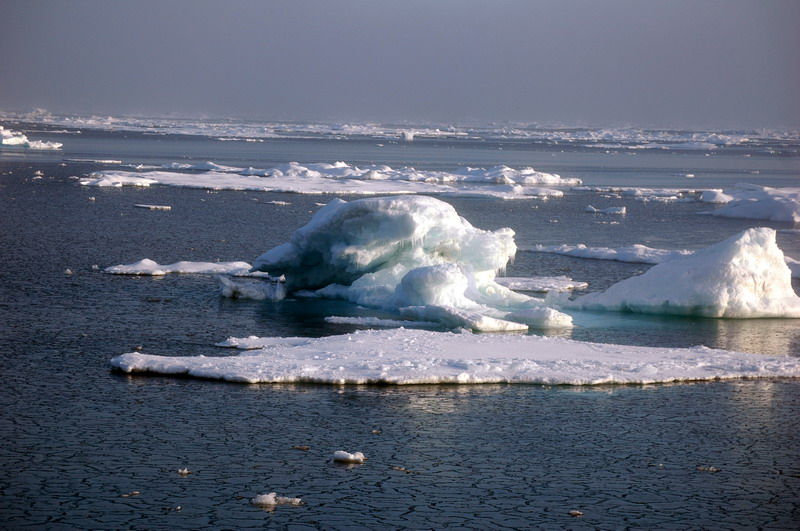

Средняя глубина 66 метров, наибольшая 915 метров. Бо́льшую часть года море покрыто льдом. Солёность от 5 ‰ вблизи устьев рек до 30 ‰ на севере.
В море впадают реки Индигирка, Алазея и Колыма.
На побережье моря несколько заливов: Чаунская губа, Омуляхская губа, Хромская губа, Колымский залив, Колымская губа.
Крупные острова: Новосибирские, Ляховские, острова Де-Лонга. В центре моря островов нет.
Промысел моржа, тюленя; рыболовство. Главный порт — Певек, также используется бухта Амбарчик.

## Рельеф дна
Море лежит на шельфе. В восточной части глубины доходят до 54 метров, в западной и центральной — 20 метров, к северу доходят до 200 метров (эта глубина принята за изобату — границу моря). Максимальная глубина — 915 метров.

## Гидрологический режим
Почти весь год море покрыто льдом. В восточной части моря даже летом сохраняются плавучие многолетние льды. От берега они могут отгоняться к северу ветрами с материка.
Льды дрейфуют в северо-западном направлении в результате циркуляции воды под воздействием антициклонов у Северного полюса. После ослабления антициклона область циклонического круговорота увеличивается и в море поступает многолетний лёд.

## Температурный режим и солёность
Температуры морской воды низкие, на севере они и зимой, и летом близки к −1,8 °C. К югу летом температура повышается в верхних слоях до 5 °C. У окраины ледяных полей температура составляет 1—2 °C. Максимальных значений температура воды достигает к концу лета в устьях рек (до 7 °C).
Солёность моря различна в западной и восточной частях моря. В восточной части моря у поверхности она обычно составляет около 30 промилле. Речной сток в восточной части моря приводит к снижению солёности до 10—15 промилле, а в устьях крупных рек почти до нуля. Около ледяных полей солёность увеличивается до 30 промилле. С глубиной солёность повышается до 32 промилле.

## Флора и фауна
Белые медведи, обитающие во льдах Восточно-Сибирского моря, относятся к одной из пяти генетически различающихся популяций этого вида. Также обитают тюлени, моржи, киты. Из рыб — дальневосточная навага, хариус, арктический голец, полярная треска. Летом берега покрывают птичьи базары. Встречаются утки, гуси, чайки и др. птицы. На островах Врангеля и Геральд расположен арктический заповедник, являющийся основным местом размножения белых медведей и моржей.